# Laura DeMarco
Laura Grace DeMarco (c. 1973) é uma matemática estadunidense.
Laura DeMarco estudou matemática e física na Universidade de Virgínia, onde obteve o bacharelado em 1996, obtendo um doutorado na Universidade Harvard, orientada por Curtis McMullen, com a tese Holomorphic families of rational maps: dynamics, geometry and potential theory.
Em 2012 foi eleita fellow da American Mathematical Society. Recebeu o Prêmio Ruth Lyttle Satter de Matemática de 2017. Foi palestrante convidada do Congresso Internacional de Matemáticos no Rio de Janeiro (2018).

## Obras
- The moduli space of quadratic rational maps, J. AMS, Volume 20, 2007, p. 321–355
- Dynamics of rational maps: Lyapunov exponents, bifurcations and capacity, Mathematischer Annalen, Volume 326, 2003, p. 43–73
- mit C. McMullen: Trees and the dynamics of polynomials, Ann. Sci. École Normale Supérieure, Volume 41, 2008, p. 337–383, Arxiv
- mit Matthew Baker: Preperiodic points and unlikely intersections, Arxiv
- mit Kevin Pilgram: Polynomial basins of infinity, Geom. Funct. Anal., Volume 21, 2011, p. 920–950, Arxiv
- mit Kevin Pilgram: Critical heights on the moduli space of polynomials, Advances in Mathematics, Volume 226, 2011, p. 350–372, Arxiv
- The conformal geometry of billards, Bulletin AMS, Volume 48, 2011, p. 33–52, Online
- KAWA Lecture Notes: Dynamical moduli spaces and elliptic curves, Ann. Fac. Sci. Toulouse Math. 2016,  Arxiv
- mit  Xiaoguang Wang, Hexi Ye: Torsion points and the Lattes family, American J. of Math., Volume 138, 2016, p. 697–732, Arxiv
- Bifurcations, intersections, and heights, Algebra & Number Theory, Volume 10, 2016, p. 1031–1056, Arxiv
- mit Kevin Pilgram: The classification of polynomial basins of infinity, Ann. Sci. Ecole Normale Superieure